# Riu Elvas
El riu Elvas és un curs d'aigua que banya l'estat brasiler de Minas Gerais. És un afluent del riu das Mortes, que forma part de la conca hidrogràfica del riu Gran, un dels principals rius de la conca del riu Paranà.
Té una longitud de 79 km i desguassa una superfície de 876 km². La seva font es troba al municipi de Santa Rita d'Ibitipoca, a una altitud aproximada de 1.200 metres a la serra da Mantiqueira.
Al llarg del seu recorregut, el riu Elvas creua la ciutat d'Ibertioga i banya els municipis de São João del-Rei, Barbacena, Prados i Tiradentes. La seva desembocadura al riu das Mortes es troba al límit dels municipis de São João del-Rei i de Tiradentes.